# Iris de Rouw
Iris de Rouw (Rotterdam, 21 april 2005) is een voetbalspeelster uit Nederland. Ze speelt als doelverdedigster voor St John's Red Storm aan de St. John's University en komt sinds 2025 als international uit voor Indonesië.

## Clubcarrière
De Rouw werd geboren in Rotterdam. Op veertienjarige leeftijd voegde ze zich in de jeugdacademie van Sparta Rotterdam. Tussen 2019 en 2022 speelde ze voor jeugdelftallen alvorens ze werd overgeheveld naar het eerste elftal van Sparta Rotterdam. Daarnaast bleef ze de vaste keepster van Jong Sparta Rotterdam. Na drie seizoenen bij de club, liet De Rouw Rotterdam achter zich om te gaan studeren aan de St. John's University. Tegelijkertijd voetbalde ze voor het universiteitsteam St John's Red Storm.

## Interlandcarrière
De Rouw komt sinds juni 2025 als international voor Indonesië uit. Ze is gerechtigd om voor het Aziatische land uit te komen, omdat haar oma in Lumajang op Java is geboren. De Rouw verkreeg samen met Felicia de Zeeuw, Emily Nahon en Isa Warps de Indonesische nationaliteit op 10 juni 2025.
De Rouw maakte haar debuut voor Indonesië op 1 juli 2025 in een wedstrijd tegen Kirgizië.